# Eriovixia mahabaeus
Eriovixia mahabaeus (Barrion & Litsinger, 1995) è un ragno appartenente alla famiglia Araneidae.

## Etimologia
Il nome della specie deriva dalla lunga e affusolata appendice della pars cephalica del cefalotorace, detta appunto mahabaeus in lingua tagalog

## Caratteristiche
L'olotipo maschile rinvenuto ha dimensioni: cefalotorace lungo 3,70mm, largo 2,75mm; opistosoma lungo 3,80mm, largo 3,80mm.

## Distribuzione
La specie è stata rinvenuta nelle Filippine: la località filippina è il villaggio di Hinaplanan, nei pressi di Claveria, nella provincia di Misamis Oriental.

## Tassonomia
Al 2014 non sono note sottospecie e dal 1995 non sono stati esaminati nuovi esemplari.